# John Talen

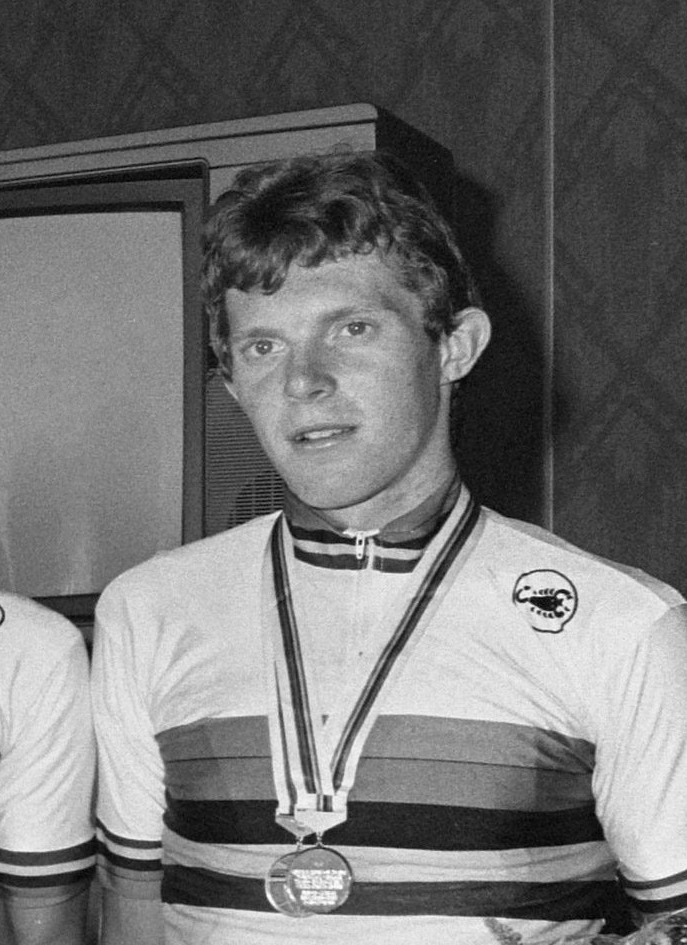
John Talen (1986)

John Talen (* 18. Januar 1965 in Meppel) ist ein ehemaliger niederländischer Radrennfahrer.
Als Amateur gewann John Talen 1985 die Olympia’s Tour sowie den Ster van Brabant. 1986 wurde er niederländischer Meister im Straßenrennen der Amateure; im selben Jahr errang er den Titel des Weltmeisters  im Mannschaftszeitfahren und belegte im Einzel-Straßenrennen Rang zwei hinter Uwe Ampler. Talen startete 1985 bei der Internationalen Friedensfahrt (wo auch Erik Breukink sein Teamkollege war) und belegte im Gesamtklassement Platz 33.
1987 trat Talen zu den Profis über. 1988 gewann er Dwars door Vlaanderen sowie den Grand Prix Pino Cerami, 1989 den Circuito de Getxo, 1990 den Grote Scheldeprijs und wurde Dritter der Flandern-Rundfahrt. Dreimal startete er ohne großen Erfolg bei der Tour de France, 1994 erreichte er das Ziel in Paris als Träger der Lanterne Rouge. 1997 entschied Talen den Nationale Sluitingsprijs für sich. 2001 siegte er im Eintagesrennen Flèche Hesbignonne-Cras Avernas. Im Jahr 2002 beendete er seine Radsportlaufbahn.
John Talens Kinder Rebecca und Jordi sind auch als Radrennfahrer aktiv.

## Erfolge
1985
- Gesamtwertung Olympia’s Tour

1986
- Niederländische Straßenmeisterschaft Niederlande
- Straßenweltmeisterschaften – Mannschaftszeitfahren

1988
- GP Pino Cerami
- eine Etappe Tour de France

1990
1997
- eine Etappe Olympia’s Tour

1998
- eine Etappe Olympia’s Tour

2001
- eine Etappe Ruban Granitier Breton